# Массімо Бузакка
Ма́ссімо Буза́кка (італ. Massimo Busacca; нар. 6 лютого 1969, Беллінцона, Швейцарія) — футбольний арбітр. З 1996 року судить матчі чемпіонату Швейцарії. Кар'єру як суддя міжнародної категорії ФІФА розпочав 1 січня 1998 року.
Перший матч на рівні збірних провів 2 червня 2001 року, між збірною Північної Ірландії та Болгарії. Працює директором з менеджменту, у вільний час захоплюється лижами.
Рідна мова — італійська, також володіє англійською, французькою, німецькою та іспанською мовами.